# Michael J. Lentze
Michael J. Lentze (* 27. November 1945 in Oberammergau) ist ein deutscher Pädiater und ehemaliger Hochschullehrer.

## Leben
Lentze studierte Medizin an der Universität Frankfurt am Main und an der Universität München. Das Studium schloss er 1972 mit dem Staatsexamen ab. 1973 wurde er als Arzt approbiert, 1975 erfolgte die Promotion. In den Jahren 1976 bis 1978 war Lentze Research Fellow am Department of Gastroenterology am Peter Bent Brigham Hospital der Harvard Medical School in Boston. Im Anschluss war er bis 1980 Wissenschaftlicher Assistent am Dr. von Haunerschen Kinderspital in München und 1980–86 Oberarzt an der Medizinischen Universitätskinderklinik des Inselspitals Bern. An der Universität Bern habilitierte er sich 1984. In den Jahren 1986–90 war Lentze Abteilungsleiter für Pädiatrische Gastroenterologie am Inselspital, bevor er 1990 an der Universität Bonn zum Professor für Allgemeine Pädiatrie und zum Direktor der Abteilung für Allgemeine Pädiatrie und Poliklinik am dortigen Zentrum für Kinderheilkunde berufen wurde. Dies blieb er bis 2012. Lentze war von 2001 bis 2011 Editor-in-Chief der Monatsschrift Kinderheilkunde. Von 2005 bis 2011 war Lentze Direktor des Forschungsinstituts für Kinderernährung. 2004 wurde er Ehrenmitglied der Österreichischen Gesellschaft für Kinderheilkunde und Jugendmedizin. Am 15. September 2004 wurde Michael J. Lentze in der Sektion Gynäkologie und Pädiatrie unter der Matrikel-Nr. 6977 als Mitglied in die Deutsche Akademie der Naturforscher Leopoldina aufgenommen. 2013 erhielt er von der Tbilisi State Medical University den Ehrendoktortitel.
Lentzes Forschungsschwerpunkte sind unter anderem die pädiatrische Gastroenterologie, Magen-Darm-Krankheiten im Kindesalter, die Ernährung von Säuglingen und Kindern und Adipositas bei Kindern.

## Schriften (Auswahl)
- Dünnschichtchromatographische Untersuchungen beim kindlichen Malabsorptionssyndrom, München, Univ., Med. Fak., Diss., 1975.
- mit Georg F. Hoffmann, Jürgen W. Spranger und Fred Zepp (Hrsg.): Pädiatrie. Grundlagen und Praxis, 4. Aufl., Springer, Berlin 2014, ISBN 978-3-642-54527-6.